# Flamurtari-Stadion
Das Flamurtari-Stadion (albanisch Stadiumi Flamurtari) ist ein Fußballstadion in der albanischen Stadt Vlora. Die Anlage in der Nähe des Hafens (Skela). Es ist die Heimspielstätte des Fußballvereins KS Flamurtari Vlora. Es hat eine Kapazität von 8.200 bzw. 8.500 Zuschauern.
Zum Spiel gegen den FC Barcelona im Achtelfinale des UEFA-Pokal 1987/88 sollen sich 15.000 Zuschauer im Stadion befunden haben.
2014 wurde die Sportstätte durch die Investitionen aus der Türkei für rund 150.000 US-Dollar restauriert.

## Bilder

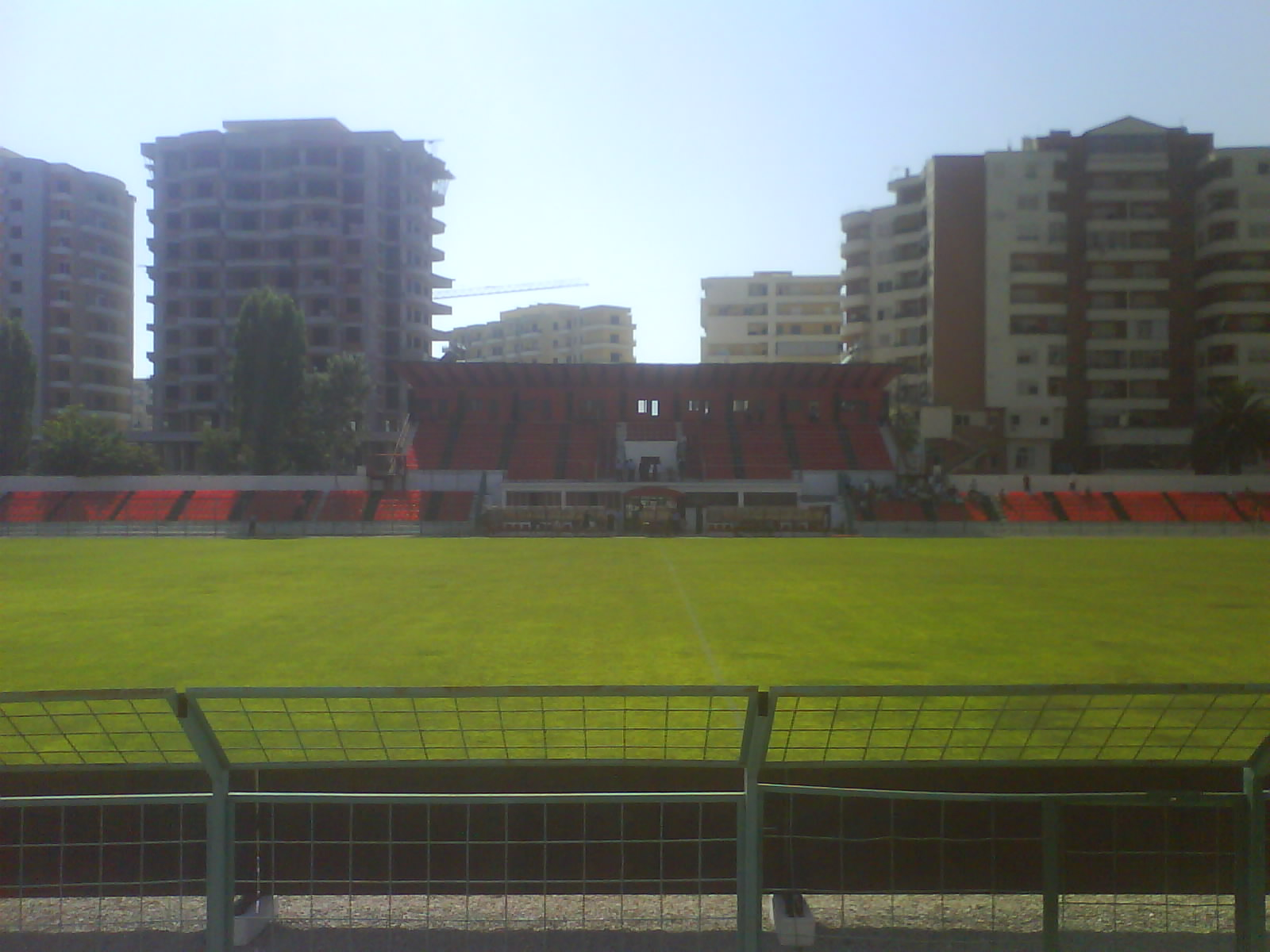
Haupttribüne (Juli 2009)
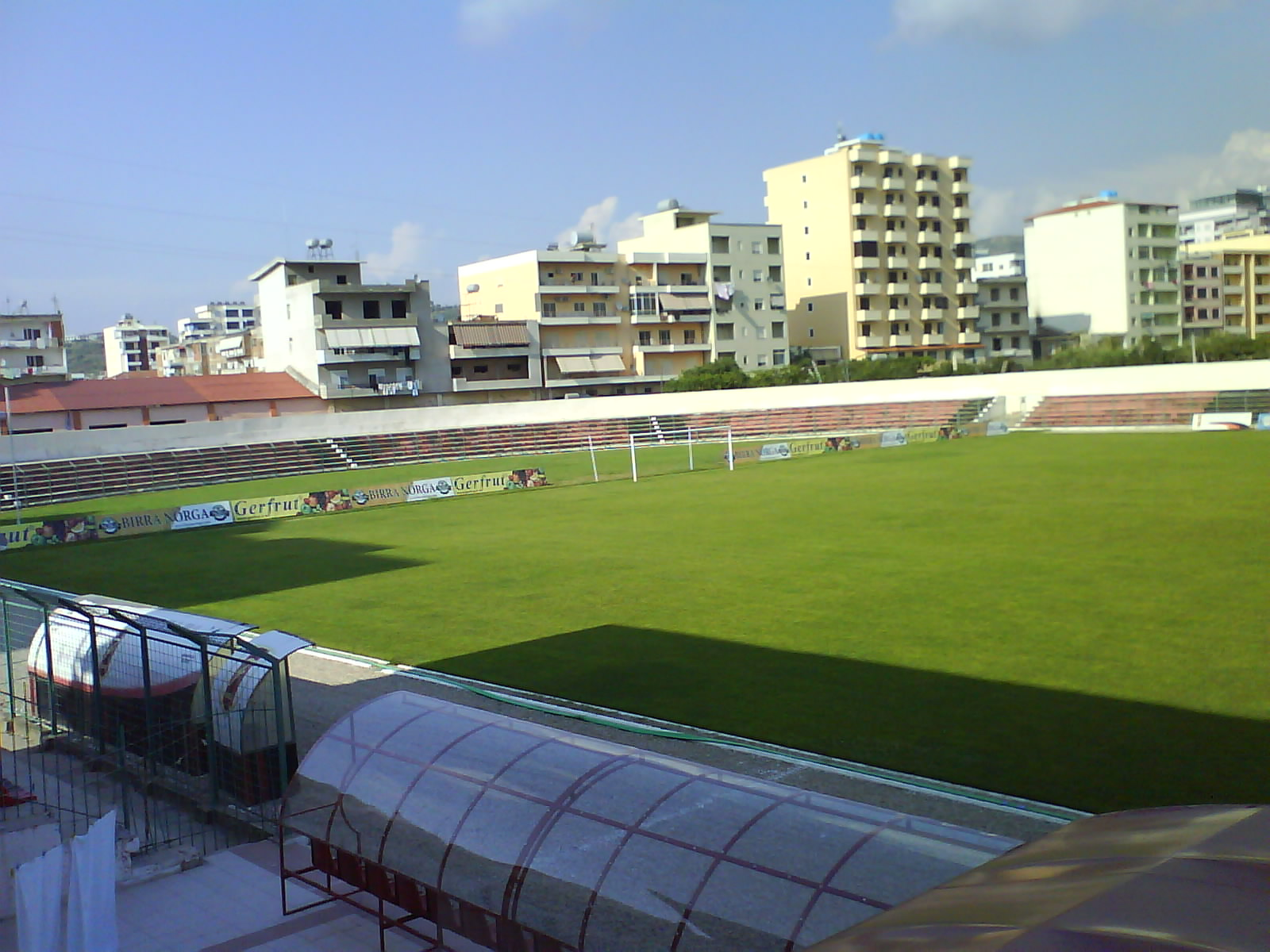
Nordtribüne (Juli 2009)
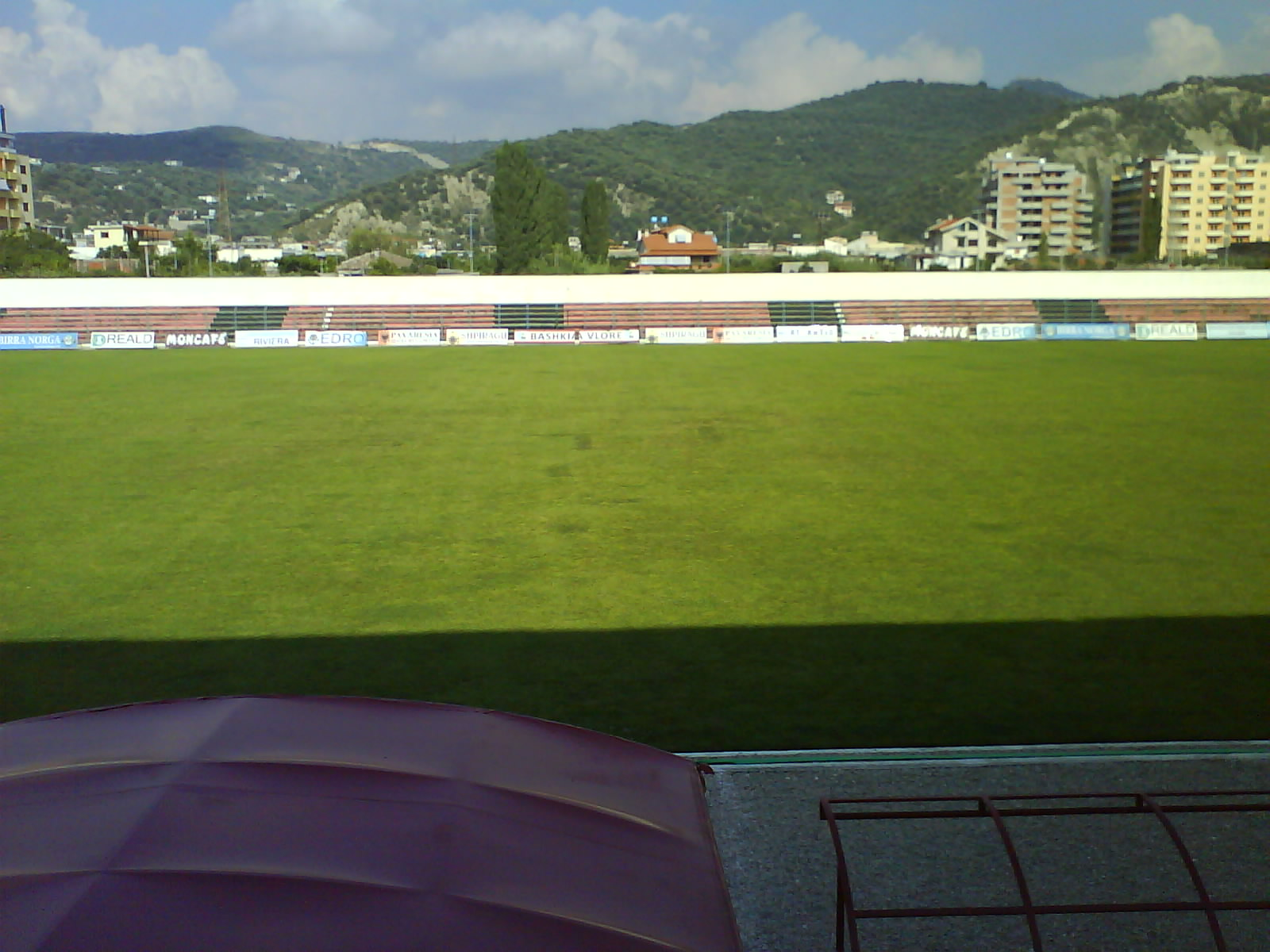
Gegentribüne im Osten (Juli 2009)
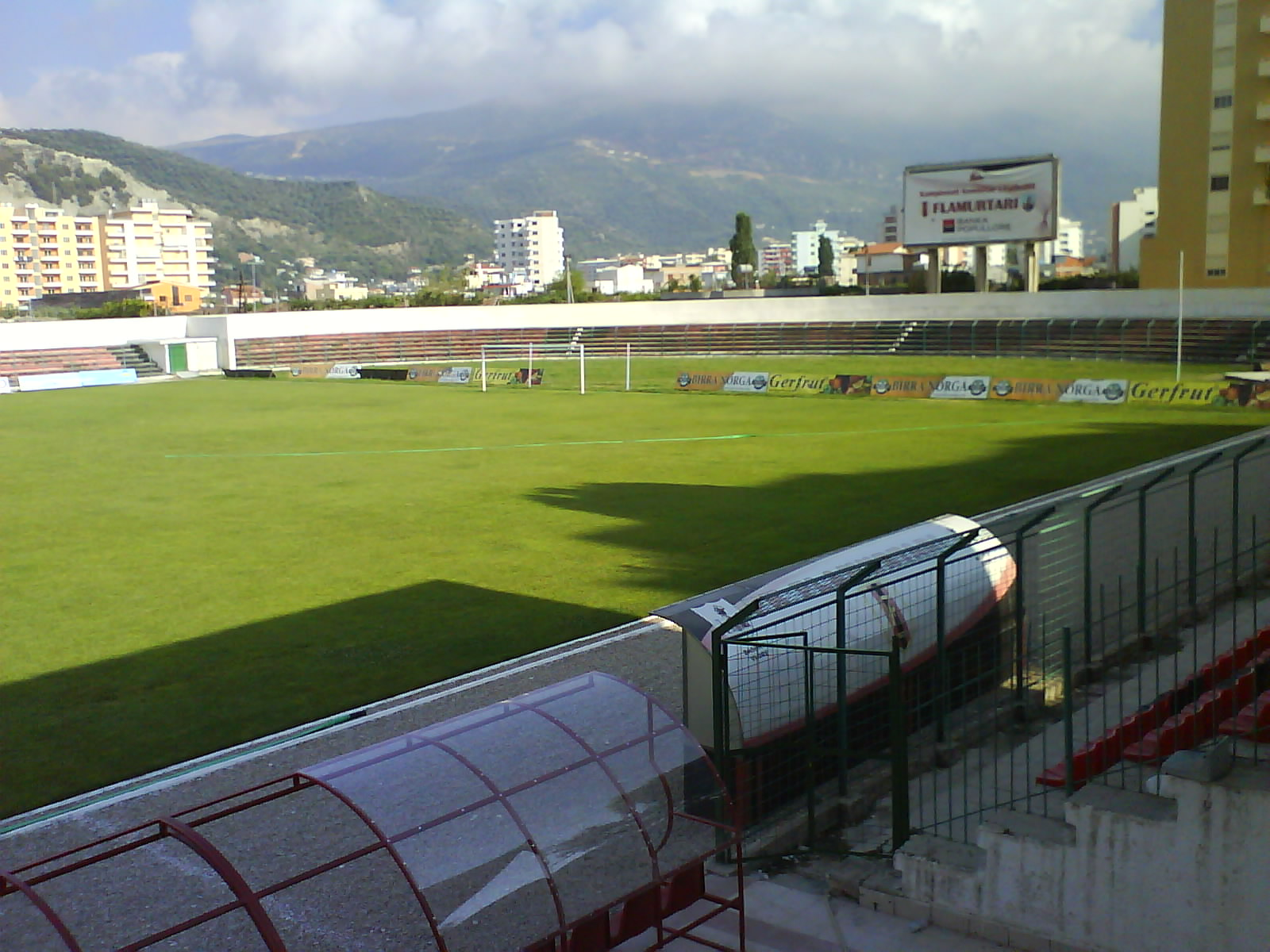
Südtribüne (Juli 2009)